# Lijst van burgemeesters van Beekdaelen
Dit is een lijst van burgemeesters van de Nederlandse gemeente Beekdaelen in de provincie Limburg sinds haar stichting op 1 januari 2019.
| Ambtsperiode                      | Naam burgemeester    | Partij of stroming | Bijzonderheden |
| --------------------------------- | -------------------- | ------------------ | -------------- |
| 1 januari 2019 - 21 augustus 2019 | Bas (G.A.A.) Verkerk | VVD                | waarnemend     |
| 22 augustus 2019 - heden          | Eric (E.) Geurts     | PvdA               |                |